# Arvīds Pelše
Arvids Pelše, né le 7 février 1899 à Iecava en Lettonie et mort le 29 mai 1983 à Moscou, est un homme politique soviétique d'origine lettone. De 1966 jusqu'à sa mort, il est membre du bureau politique du Comité central du PCUS. Deux fois héros du travail socialiste (1969, 1979), il reçoit sept ordres de Lénine et un ordre de la révolution d'Octobre.

## Biographie
Arvīds Pelše nait à Iecava dans une famille paysanne. En 1915, l'invasion de la Kurzeme par l'armée allemande pendant la Première Guerre mondiale, le pousse à fuir à Riga, où il rejoint le parti bolchevique. Il fait connaissance de Lénine en 1916, en Suisse. En 1918, il rentre en Lettonie et devient agent de la Tchéka, puis en 1919, retourne en Russie soviétique. De 1919 à 1929, il est commissaire politique dans l'Armée rouge. Diplômé de l'Institut des professeurs rouges en 1931, il enseigne l'histoire du parti communiste à l'école centrale du NKVD tout en préparant sa thèse. 
En 1959-1966, Arvīds Pelše est le premier secrétaire du comité central du parti communiste de la RSS de Lettonie,. À partir de 1966, il dirige la Commission centrale de contrôle au sein du Politburo remplaçant à ce poste  Nikolaï Chvernik. 
Il meurt des suites d'un cancer du poumon à Moscou le 29 mai 1983. Après les funérailles nationales, il est inhumé dans la nécropole du mur du Kremlin. Il sera remplacé au Politburo par Mikhaïl Solomentsev.

## Hommages
Université technique de Riga porte son nom en 1983-1991.